# McLaren MP4/7A
A McLaren MP4/7A egy Formula–1-es versenyautó, amit a McLaren tervezett az 1992-es bajnokságra. Pilótái Ayrton Senna és Gerhard Berger voltak. Hosszú évek dominanciája után a McLaren egy erős kihívót kapott a Williams-Renault személyében, az autónak így szorongató helyzetben kellett helytállnia.

## Áttekintés
Az első pár versenyen az előző évi modell továbbfejlesztett verziója, az MP4/6B indult, de látván a Williams nyers erőfölényét, Ron Dennis utasításba adta, hogy az új modell már a harmadik futamon, a brazil nagydíjon debütáljon. Ez nem volt túl fényes, hiszen mindkét autójuk kiesett.
Az MP4/7A legfontosabb újítása a félautomata váltó volt, amit a McLaren és a TAG közösen fejlesztettek ki, és ami lehetővé tette, hogy a pilóta úgy váltson, hogy a lába a gázpedálon maradhasson; továbbá elektronikus vezérléssel segítette a precízebb váltást. A magyar nagydíjtól kipörgésgátlót is beépítettek. A portugál nagydíjon teszteltek az MP4/7B variánssal, amelybe beépítették az aktív felfüggesztést, de mivel ez megbízhatatlan volt, ezért ebben az évben már nem is használták többet.
44 közös futamgyőzelmet követően a Honda kiszállt a Formula–1-ből, és a csapattal legközelebb csak 2015-ben álltak össze. A McLaren új motorbeszállító után kellett, hogy nézzen, és így eldőlt, hogy 1993-ban a Ford V8-as motorjait fogják használni.
1987 óta ez volt az első év, hogy nem nyerte meg a McLaren a konstruktőri bajnokságot. Ugyancsak ez volt az első év, hogy a McLaren-Honda egyáltalán nem nyert semmit abban az évben. Öt győzelmet mégis sikerült aratniuk:hármat Senna aratott, kettőt pedig Berger. Ugyan a McLaren az egyenesekben képes volt felvenni a versenyt a Williamsekkel, az azok által használt aktív felfüggesztés miatt aerodinamikailag sokkal jobb konstrukció volt. A McLarenre akkoriban nem igazán jellemző technikai hibák is megsokasodtak: az idény elején gondok voltak az elektronikával, majd miután a szezon kellős közepén Senna egymás után három versenyről is kiesett, lényegében véget is ért számára a bajnoki címért való küzdelem.

## Eredmények
(félkövérrel jelölve a pole pozíció, dőlt betűvel a leggyorsabb kör)
| Év   | Csapat                 | Motor        | Gumik | Pilóták        | 1   | 2   | 3   | 4   | 5   | 6   | 7   | 8   | 9   | 10  | 11  | 12  | 13  | 14  | 15  | 16  | Pontok | Helyezés |
| ---- | ---------------------- | ------------ | ----- | -------------- | --- | --- | --- | --- | --- | --- | --- | --- | --- | --- | --- | --- | --- | --- | --- | --- | ------ | -------- |
| 1992 | Honda Marlboro McLaren | Honda RA122E | G     |                | RSA | MEX | BRA | ESP | SMR | MON | CAN | FRA | GBR | GER | HUN | BEL | ITA | POR | JPN | AUS | 99*    | 2.       |
| 1992 | Honda Marlboro McLaren | Honda RA122E | G     | Ayrton Senna   |     |     | KI  | 9   | 3   | 1   | KI  | KI  | KI  | 2   | 1   | 5   | 1   | 3   | KI  | KI  | 99*    | 2.       |
| 1992 | Honda Marlboro McLaren | Honda RA122E | G     | Gerhard Berger |     |     | KI  | 4   | KI  | KI  | 1   | KI  | 5   | KI  | 3   | KI  | 4   | 2   | 2   | 1   | 99*    | 2.       |

* 9 pontot a McLaren MP4/6B-vel szerzett a csapat